# Pitthea decisa
Pitthea decisa là một loài bướm đêm trong họ Geometridae.